# Агалактия
Агалакти́я (от греч. а «без, не» и галактос «молоко») — полное отсутствие молока у женщины после родов. Частичное отсутствие молока называется гипогалактия.
Агалактия может быть первичной и вторичной. Первичная агалактия обычно обусловлена эндокринными нарушениями, снижением выработки гормона пролактина, реже — сильным стрессом. Первичная агалактия составляет менее 5% .
Вторичная агалактия может быть связана с недостаточным развитием молочных желез (инфантилизм), дистрофией, большой кровопотерей в родах, при синдроме Шихана.